# Два гроша надежды
«Два гроша надежды» (итал. Due soldi di speranza, Италия) — романтическая комедия итальянского неореализма, снятая в 1952 году Ренато Кастеллани.

## Сюжет
История любви нищего парня и дочери уважаемого владельца мастерской в итальянской послевоенной деревне.
Поначалу молодой Антонио слишком занят поисками работы, чтобы отвечать на заигрывания влюблённой в него Кармелы, а потом сопротивление её родных не делает жизнь проще.

## В ролях
| Актёр               | Роль            |
| ------------------- | --------------- |
| Мария Фьоре         | Кармела         |
| Винченцо Музолино   | Антонио         |
| Филомена Руссо      | мать Антонио    |
| Луиджи Бароне       | священник       |
| Кармела Чирилло     | Джулия          |
| Луиджи Астарита     | Паскуале Арту   |
| Фелисита Леттьери   | Синьора Арту    |
| Джина Маскетти      | Флора Анджелини |
| Альфонсо Дель Сорбо | Сакрестано      |
| Томмазо Бальзамо    | Луиджи Белломо  |
| Анна Райола         | синьора Белломо |

## Премии и награды
В 1952 году фильм получил Золотую пальмовую ветвь, главную премию Каннского кинофестиваля.